# Economia do Império Inca

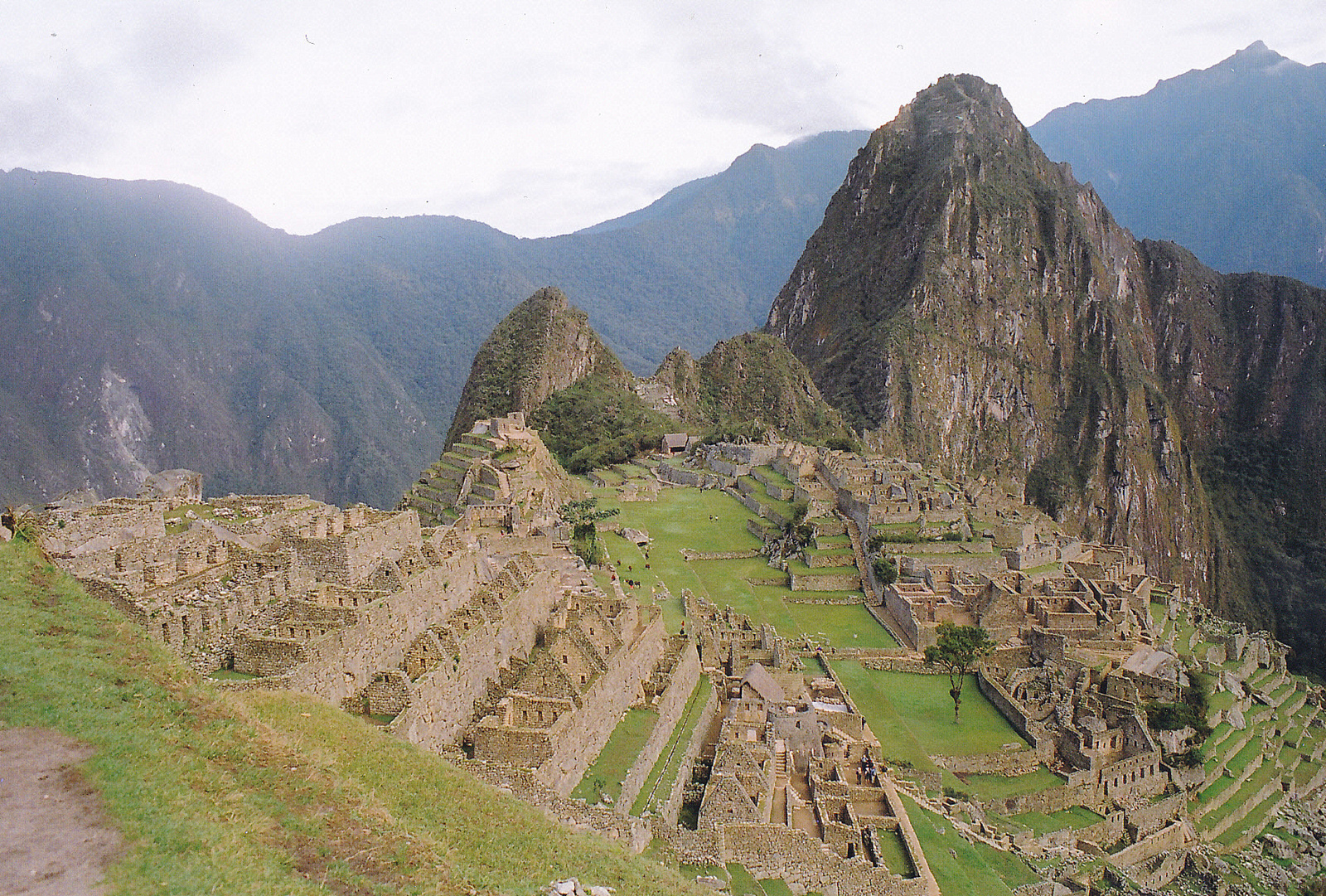
Machu Picchu no Peru

Durante o reinado comparativamente breve do Império Inca, de 1438 a 1533, a civilização inca estabeleceu uma estrutura econômica que permitia uma produção agrícola substancial, bem como a troca de produtos entre comunidades. Considera-se que a sociedade inca teve uma das economias planificadas mais bem-sucedidas da história. Sua eficácia foi alcançada por meio do controle bem-sucedido do trabalho e da regulamentação dos recursos tributários. Na sociedade Inca, o trabalho coletivo era a pedra central da produtividade econômica e da prosperidade comum. As pessoas no ayllu (o coração da produtividade econômica) trabalhavam juntas para produzir essa prosperidade. Essa prosperidade fez com que os espanhóis ficassem maravilhados com o que viram quando encontraram os incas pela primeira vez em 1528. De acordo com cada ayllu, a mão-de-obra era dividida por região, com a agricultura centralizada nas áreas mais produtivas; produção de cerâmica, construção de estradas, produção têxtil e outras habilidades também faziam parte do ayllus . Depois que as necessidades locais foram satisfeitas, o governo reuniu todo o excedente coletado dos ayllus e o alocou onde era necessário. O povo do Império Inca recebia roupas, comida, assistência médica e educação gratuitas em troca de seu trabalho.

## Ayllusno Império Inca
A economia do Império Inca baseava-se nesses ayllus . O ayllus é formado por famílias que viviam na mesma aldeia ou assentamento. As pessoas que nasceram em um ayllu até se casaram dentro do ayllu, que oferecia estabilidade social. Dependendo de seu lugar, cada ayllu especializou-se no desenvolvimento de produtos apropriados. Os ayllus agrícolas foram encontrados perto de terras férteis e cultivavam culturas adequadas ao tipo de solo. Sua produção seria tomada pelo Estado, que a transferiria para outras regiões do país onde o recurso não estivesse disponível. O excesso será guardado em depósitos próximos aos centros urbanos, ao longo de estradas e rodovias. Outros ayllus se especializariam na produção de cerâmica, roupas ou joias; habilidades foram passadas de geração em geração dentro do mesmo ayllu . Ayllus criavam quase tudo o que é necessário para a vida diária, e o estado alocava para que todos os outros ayllus pudessem sobreviver. A abundância e variedade de capital, bem como sua disponibilidade durante más colheitas e conflitos, tornaram as pessoas do império Inca leais ao Sapa Inca e ao governo local.

## Posse de terras no Império Inca
Indivíduos como representantes do ayllu tinham a liberdade de usar a propriedade. Como delegado do ayllu, o Kuraka (quechua para o governador chefe de uma província ou autoridade comunal no Tawantinsuyu ou curaca) era um oficial do Império Inca que servia como magistrado, aproximadamente quatro níveis abaixo do Sapa Inca, (o chefe do Império) Ele era responsável por redistribuir a propriedade entre os membros de acordo com o tamanho da comunidade. As medições da terra são calculadas em tupus, uma unidade de medida local, e variam de acordo com seu status agrícola. O casal recebia meio tupu, um para o menino e metade para a menina. Quando um filho ou filha começa sua própria família, cada tupu extra é levado e dado à nova família. A propriedade era administrada por cada família, mas eles não a possuíam; o Império Inca era o legítimo proprietário. As fazendas fornecem alimentos de subsistência para as famílias.

## Tributação Coletiva do Trabalho
Os incas faziam censos de rotina da população masculina para determinar a necessidade de recrutamento de força de trabalho. Os indivíduos, inclusive os adolescentes, têm que se alternar entre diferentes empregos, seja na pecuária, na construção civil ou em casa. O governo fica com dois terços das colheitas dos agricultores (mais de 20 variedades de milho e 240 variedades de batata). O estado inca recebia suas receitas de "impostos" desse trabalho. A nação, por outro lado, fornecia-lhes moradia, comida e roupas em troca de seu trabalho. A distribuição gratuita de cerveja cerimonial foi um dos incentivos especiais. A burocracia inca usou um espaço aberto específico no centro da cidade como um local de encontro social para as pessoas celebrarem e beberem cerveja ritual 
O trabalho coletivo pode ser estruturado de três maneiras: A primeira era o ayni para ajudar um membro da sociedade necessitado. Ayni pode ser mostrado ajudando na construção de uma casa ou ajudando um membro deficiente da sociedade. A segunda era a minka, ou esforço coletivo para o bem de toda a nação. Construir terraços agrícolas e lavar canais de irrigação são dois exemplos de minka . A mita, ou taxa cobrada do Inca, era a terceira. Os trabalhadores de Mita eram guerreiros, pescadores, mensageiros, construtores de estradas e tudo o mais que fosse necessário. Esperava-se que cada participante do ayllu cumprisse um serviço rotativo e temporário. Construíram templos e palácios, canais de irrigação, terraços agrícolas, estradas, pontes e túneis, tudo sem o uso de rodas. Essa estrutura é um sistema de dar e receber bem equilibrado. Em troca, o governo fornece alimentos, roupas e remédios. O plano previa que o Império Inca tivesse todos os produtos necessários prontos para redistribuição de acordo com as necessidades e interesses locais.

## Quipu, sistema de manutenção de registros

Um exemplo bem conservado de quipu do Império Inca que está atualmente em exibição no Museu Larco.

Apesar da falta de uma linguagem escrita, os incas inventaram um sistema de registro baseado em cordas com nós conhecido como " quipu ". Para descrever o sistema decimal, essas estruturas de nós usavam arranjos complexos de nós e partes codificadas por cores. Essas cordas eram usadas para rastrear seus bens armazenados, mão de obra disponível e coisas valiosas, como milho, que era usado para fabricar cerveja cerimonial. O " quipu " estava no controle de todas as partes econômicas do grande império. Os " quipucamayocs " ou em outras palavras "contadores incas" eram os encarregados de guardar a documentação dos quipu . São 1.500 cordas no quipu maior. A Cidade Sagrada de Caral Supe tem o quipu mais antigo, que data de cerca de 2500 aC. 

## Moeda na economia inca
O dinheiro não era usado pelos incas . Em vez disso, o trabalho de uma pessoa era "recompensado com a garantia de futura assistência mútua e posição social".

## Sistema de comércio no Império Inca
Um pedaço de terra pode ser controlado por cada família aparentemente grande. Para arar, semear e depois colher as colheitas, cada um exigia trabalho adicional dos membros da família. Um método semelhante conhecido como " minka" foi usado para trabalho cooperativo em larga escala, como a construção de casas ou outras infraestruturas . Os participantes foram compensados em espécie. Este sistema ainda está em uso em algumas culturas Quechua nos Andes . O princípio da crença metafísica que sustentava " ayllu " e " minka" era conhecido como " ayni ", uma antiga ideia andina de mutualismo e reciprocidade. Como todos e todas na sociedade eram vistos como interligados, cada membro participava voluntariamente com seu trabalho e produção. Esperar ser oferecido algo em troca mais tarde. Em um mundo sem moedas monetárias, a ideia de " ayni " pode ser aplicada a todas as transferências mútuas de energia e mercadorias entre as pessoas e a natureza. Além disso, o governo central inca instituiu uma gestão de abastecimento e uma estrutura tributária. Como taxa, cada residente era forçado a dar aos governantes incas um tempo de trabalho e uma parte de suas colheitas cultivadas. Como resultado, as colheitas excedentes foram tomadas pelo governo e distribuídas para aldeias que precisavam desesperadamente de alimentos. 

## Sistema de infraestrutura do Império Inca

sistema rodoviário inca

Os Incas eram mestres construtores, construindo uma rede muito mais complexa de estradas e pontes que qualquer outras civilização antiga, conhecida como Qhapaq Ñan . A capacidade de tocar e monitorar qualquer canto de seus territórios contribuiu para a prosperidade do império. Os engenheiros incas melhoraram as estradas das culturas anteriores, como as construídas pelos Chimu, Wari e Tiwanaku, entre outros. Em um dos terrenos mais difíceis do mundo, os incas construíram mais de 30.000 quilômetros de estradas pavimentadas.</ref> Desde 1994, os Patrimônios Mundiais da UNESCO preservam essas estradas e todas as estruturas incas e pré-incas ao longo delas. Havia duas estradas principais que corriam de norte a sul, uma ao longo da costa e outra ao longo dos Andes . Uma rede menor de estradas ligava as duas estradas. Eles construíram uma estrada de 4.830 km ao longo da costa que ligava o Golfo de Guayaquil, no Equador, ao rio Maule, no sul do Chile . O caminho real andino, construído nas terras altas, percorria toda a extensão da Cordilheira dos Andes . Começou em Quito, no Equador, e terminou perto de Tucuman, na Argentina, depois de passar por Cajamarca e Cusco . A Estrada Real Andina tinha mais de 3.500 milhas de comprimento, excedendo em muito o comprimento do caminho romano mais longo. Como os incas não tinham cavalos nem tecnologia de rodas durante grande parte de sua história, a maioria das viagens era a pé, com lhamas transportando mercadorias de uma seção do império para outra. Mensageiros ou chasquis usavam estradas para transportar mensagens por todo o império. Os incas desenvolveram estratégias para navegar no terreno acidentado dos Andes . Vários caminhos passavam por altas montanhas. Eles projetaram degraus de pedra que pareciam enormes lances de escada em encostas íngremes. Muros baixos foram construídos em regiões desérticas para evitar que a areia se espalhasse pela pista.

## Construção de ponte

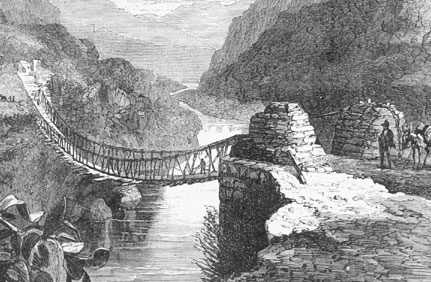
Um exemplo de Ponte Inca

Pontes foram construídas por todo o império Inca, conectando estradas que cruzavam rios e desfiladeiros profundos em um dos terrenos mais desafiadores do mundo. A estrutura e a economia do império Inca exigiram a construção dessas pontes. Fibras naturais foram usadas pelos incas para construir impressionantes pontes suspensas ou pontes de corda. Essas fibras foram amarradas para formar uma corda tão longa quanto o comprimento desejado da ponte. Eles trançaram três dessas cordas juntas para fazer uma corda mais forte e mais longa; eles continuariam trançando as cordas até atingirem a distância, peso e força necessários. Os cabos foram então amarrados com galhos de árvores e a madeira foi aplicada ao chão para criar um piso de cabos com pelo menos um metro e meio de altura. O piso de cabo concluído foi então conectado a pilares de cada lado que sustentavam as extremidades. Cordas que funcionavam como corrimãos costumavam ser fixadas em todos os lados da ponte. Perto de Cusco, na cidade de Huarochiri, está a única ponte pênsil inca remanescente.

## Comunicação no Império Inca

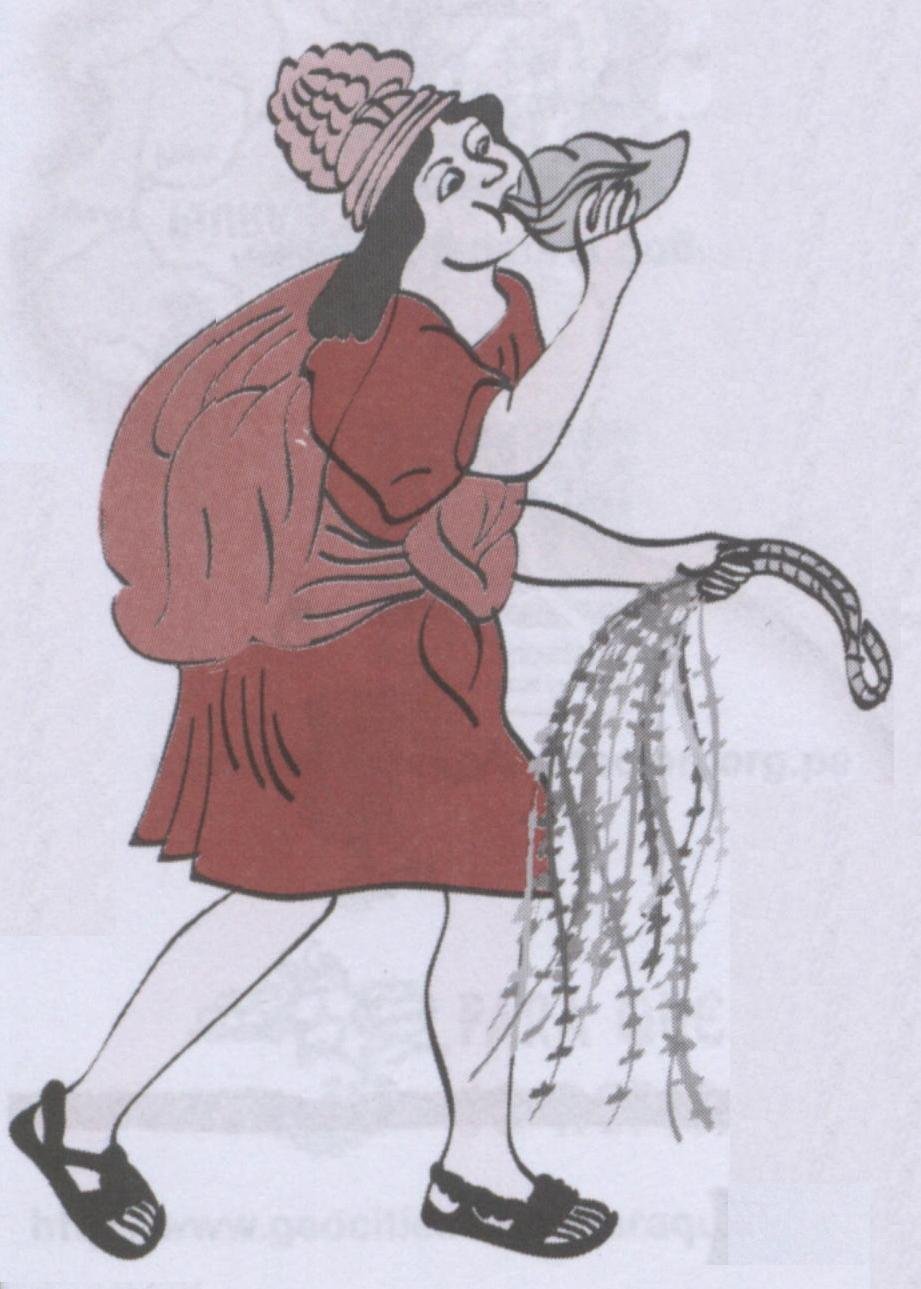
Um chasqui com um quipu na mão.

Como o Império Inca dominava uma área tão grande, eles queriam uma maneira de interagir com todos os habitantes dela. Eles desenvolveram uma rede de mensageiros para entregar mensagens críticas. Os Chasquis, ou mensageiros, foram selecionados entre os melhores e mais aptos jovens do sexo masculino. Eles transmitiam sinais por longas distâncias todos os dias. Eles ficavam em comunidades de quatro ou seis pessoas em cabanas ou tambores ao longo das estradas. Quando um chasqui é visto, outro corre para alcançá-lo. Ele corria ao lado do mensageiro que chegava, tentando ouvir e memorizar a mensagem enquanto retransmitia o quipu, se tivesse um. O exausto chasqui se retirava para a cabine para descansar, enquanto o outro corria para a próxima parada de revezamento. As mensagens podiam viajar 250 milhas por dia dessa maneira. No caso de um ataque ou revolta, um aviso imediato é dado por meio de uma série de fogueiras. Quando os chasquis veem a fumaça, acendem uma fogueira que pode ser vista da cabana ou ao lado da cabana. Antes de saber a origem do incêndio, o Sapa Inca mandava seu exército para a fogueira, onde normalmente encontrava um mensageiro e ouvia dele a essência da emergência. De acordo com achados arqueológicos, alguns tambos, ou locais de retransmissão, são mais complexos do que outros. Eles eram frequentemente usados como paradas de descanso por funcionários ou pela Sapa Inca enquanto viajavam pelo império..